# Csiangszu Szuning FC
A Csiangszu Szuning FC egy 1958-ban alapított egykori kínai profi labdarúgóklub. Székhelye Nankingban volt található. A klub a Nanjingi Olimpiai Sportközpontban játszotta mérkőzéseit. 2009-től 2020-ig a kínai első osztályban szerepelt. 2000-től 2016-ig Jiangsu Sainty, a 2016-os szezontól megszűnéséig Jiangsu Suning FC néven futott. Utolsó tulajdonosa az Internazionalét is birtokló Suning Appliance Group, a Suning.com egyik leányvállalata volt.
A klub elődje 1958-ban alakult, a profi csapat 1994-ben jött létre. 1994-ben alapítói a Szuperliga elődjének, még ha az idény végén ki is estek. 2008-ban visszajutottak az első osztályba. Legnagyobb sikerüket 2020-ban érték el, mikor bajnokok lettek. Három hónappal a bajnoki cím után viszont a csapat megszűnt.

## Sikerek
Kínai labdarúgó-bajnokság (első osztály)
- Ezüstérmes: 2012
- Győztes: 2020

Kínai labdarúgókupa
- Győztes: 2015